# MachiaVillain
MachiaVillain est un jeu vidéo de gestion développé par Wild Factor et édité par Gambitious, sorti en 2018 sur Windows, Mac et Linux.

## Trame
Le joueur incarne un serviteur du mal qui candidate à la Ligue des Vilains Machiavéliques. Afin d'améliorer sa réputation de méchant, il doit construire son manoir pour y piéger des aventuriers.

## Accueil

### Critique
- Jeuxvideo.com : 16/20[1]

### Récompenses
Le jeu a été nommé au Ping Award du meilleur jeu indépendant en 2018.